# Małga

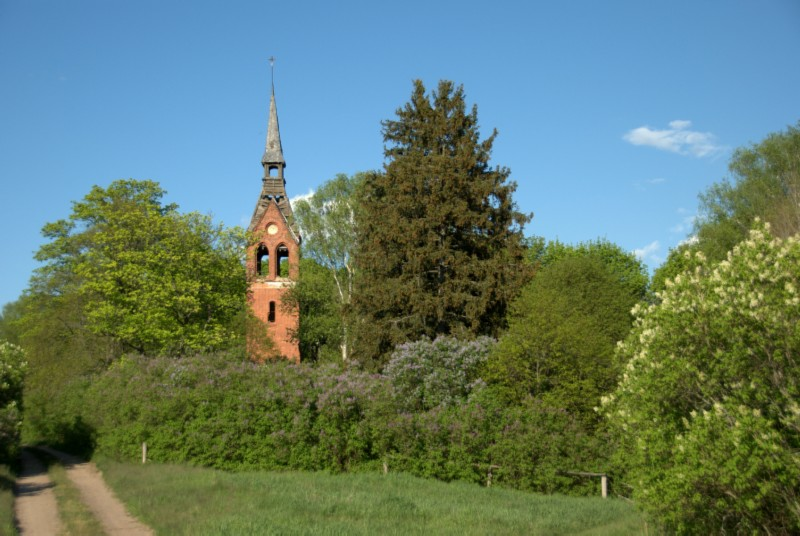
Kirchturm (Ruine) der ehemaligen Dorfkirche (2008)

Małga ['malga] (deutsch Malga) ist seit dem Jahr 1954 eine Dorfwüstung in der Gmina Jedwabno (1938 bis 1945 Gedwangen) im Powiat Szczycieński (Kreis Ortelsburg). Sie liegt in der Woiwodschaft Ermland-Masuren im Nordosten Polens.

## Geographie
Die Landschaft ist durch den fennoskandischen Eisschild gestaltet worden und ist eine postglaziale, hügelige, bewaldete Grundmoräne.

### Geographische Lage
Das Dorf Małga lag 23 km nordöstlich der Stadt Nidzica (Neidenburg) auf halbem Wege nach Szczytno (Ortelsburg). Das Dorf am Omulew (Omulef) existiert seit 1954 nicht mehr, neben dem Kirchturm der ehemaligen Dorfkirche sind nur noch wenige Reste der Besiedelung zu finden. Von Nowy Las (Neuwald)    an der Woiwodschaftsstraße 545 sowie von Kot (Omulefofen) und von Rekownica (Rekownitza, 1921 bis 1945 Großwalde) aus ist die Ortsstelle von Małga heute über Landwege zu erreichen.

## Geschichte
Ursprünglich war diese Region von den heidnischen Prußen bewohnt. Nach der Christianisierung gehörte das Gebiet ab 1243 dem Deutschordensstaat. Die erste urkundliche Erwähnung des Ortes Malga erfolgte im Jahr 1403. Nach dem Zweiten Frieden von Thorn im Jahr 1466 kam die Region zu Herzogtum Preußen und damit 1701 Teil des Königreichs Preußen und später der Provinz Ostpreußen. Das Dorf Malga gehörte von 1818 bis 1945 dem Landkreis Neidenburg im Regierungsbezirk Allenstein an.
Ende Mai 1874 wurde der Amtsbezirk Malga mit den Landgemeinden Dembowitz (1935 bis 1945 Eichenau, polnisch Dębowiec), Malga, Malgaofen (polnisch Niedźwiedź, nicht mehr existent), Rekownitza  (1921 bis 1945 Großwalde, polnisch Rekownica), Wallendorf (polnisch Wały) und der Malgamühle (polnisch Przeganisko, nicht mehr existent) gebildet. Er bestand bis 1945 und gehörte zum Kreis Neidenburg im Regierungsbezirk Königsberg (ab 1905 Regierungsbezirk Allenstein) in der preußischen Provinz Ostpreußen.
Im Jahr 1889 wurde Malga, das bis zu diesem Zeitpunkt als Filialgemeinde zum Kirchspiel Jedwabno gehört hatte, ein eigenständiges Kirchspiel. Die Dorfkirche wurde erst 1902 errichtet. Zum Kirchspiel Malga gehörten u. a. die Orte Klein-Malga, Malgamühle, Malgaofen, Habichtsberg, Uszannek. Im Jahr 1905 lebten in Malga 520 und im Jahr 1939 486 Einwohner.
Aufgrund der Bestimmungen des Versailler Vertrags stimmte die Bevölkerung im Abstimmungsgebiet Allenstein, zu dem Malga gehörte, am 11. Juli 1920 über die weitere staatliche Zugehörigkeit zu Ostpreußen (und damit zu Deutschland) oder den Anschluss an Polen ab. In Malga stimmten 383 Einwohner für den Verbleib bei Ostpreußen, auf Polen entfielen keine Stimmen.
Am 20. Januar 1945 wurde Malga von der Roten Armee eingenommen und der sowjetischen Kommendantur unterstellt. Nach Kriegsende kam das Dorf zu Polen und hieß Małga. Die Dorfbewohner wurden bis 1953 ausgesiedelt, die Dorfgebäude eingeebnet und es erstand 1954 ein Truppenübungsplatz (poligon wojskowy Muszaki) samt militärisches Sperrgebiet der Polnischen Volksarmee. Es verblieb lediglich der Glockenturm der ehemaligen evangelischen Kirche, der als Orientierungspunkt bei Übungen diente. Im Jahr 1993 hat das Militär das Übungsgelände verlassen; es wurde vom Staatlichen Forstamt (Lasy Państwowe) übernommen und zum Naturschutzgebiet Małga (Rezerwat przyrody Małga) erklärt.

## Kirche
In Malga bestand spätestens seit dem 16. Jahrhundert eine eigene Kirche. 1574 wurde eine evangelische Kirche erwähnt. Diese aus Holz gefertigte Kirche stand bis 1807, überstand die Fremdnutzung durch französische Truppen und wurde 1819 nach umfangreichen Restaurierungsarbeiten wieder neu eingeweiht. In den Jahren 1901 bis 1902 wurde eine neue Kirche errichtet, die – wie das gesamte Dorf Malga auch – nach 1945 einem Truppenübungsplatz weichen musste. Die Turmruine der Kirche wurde als Aussichtsturm und Zielpunkt militärisch genutzt und ist heute noch weithin sichtbares Erinnerungszeichen an Kirche und Dorf Malga, damals zugehörig zum Kirchenkreis Neidenburg in der Kirchenprovinz Ostpreußen der Kirche der Altpreußischen Union.
Die römisch-katholischen Einwohner Malgas waren bis 1945 in die Kirche in Neidenburg eingepfarrt. Sie gehörte zum Dekanat Pomesanien mit Sitz in Osterode im Bistum Ermland.

## Schule
Eine Schule bestand in Malga seit 1735. Sie war zuletzt zweiklassig.

## Persönlichkeiten

### Mit dem Ort verbunden
- Peter Jokostra (1912–2007), deutscher Schriftsteller und Literaturkritiker